# Bloodsport 3
Série
Bloodsport 2
(1996) Bloodsport 4: The Dark Kumite
(1999)
Pour plus de détails, voir Fiche technique et Distribution.
Bloodsport 3 est un film américain réalisé par Alan Mehrez, sorti directement en vidéo en 1997.

## Synopsis
Alex Cardo est actuellement le champion du Kumité et semble avoir remis son titre en jeu un nombre de fois dont il fut toujours vainqueur. Aujourd'hui il mènerait une vie paisible avec son fils Jason (dont on pense que la mère serait Janine Elson "Lori Lynn Dickerson" qu'Alex embrasse à la fin de Bloodsport 2), joué par David Schatz ; celui-ci aurait appris les arts martiaux grâce à son père et se retrouve renvoyé de l'école pendant une semaine après s'être battu avec trois de ses camarades. Alex l'emmène à la montagne pour lui apprendre les valeurs des arts Martiaux.
Pendant leur séjour, Jason lui raconte que son écart est dû à une vengeance et qu'il sait que son père ne se serait jamais battu par vengeance mais Alex lui dis que non, et lui raconte qu'après avoir obtenu le titre de champion du Kumité (après Bloodsport 2), il fut contacté par un riche milliardaire Jacques Duvalier (interprété par John Rhys-Davies) pour participer à un Kumité secret dont les matchs seraient truqués et donc Alex devrait perdre en finale contre un combattant sanguinaire appelé « La Bête ». Alex refuse et décide d'oublier cette histoire. Mais Duvalier ne veut en rester là et cherche par tous les moyens de provoquer Alex afin qu'il participe. À la suite de recherches Duvalier découvre son point faible, et s'en prend à Sun le maitre et ami d'Alex en le tuant lors de l'explosion de son téléphone qui était piégé.
Nourris par la haine Alex souhaite se venger et décide de partir voir la seule personne étant capable de l'aider dans les montagnes au Japon à savoir le Juge du Kumité auquel Alex a participé, mais aussi le frère ainé de Sun. Il décide d'apprendre à Alex tout ce qu'il sait pour qu'Alex mène à bien sa vengeance, mais lui fait comprendre que la mort de Duvalier ne ramènera pas Sun et donc qu'Alex devrait juste se contenter de vaincre « La Bête » dans un combat à la loyal. Après son entrainement Alex retourne aux USA et participe en étant cagoulé et caché et fut inscrit en secret sous les yeux de Duvalier qui a des craintes au sujet d'un pari qu'il a fait avec un autre milliardaire. Mais ce que Duvalier ne sait pas, c'est que sa propre fille Crystal (jouée par Amber Van Lent) a aidé Cardo à s'inscrire au tournoi.
La finale enfin arrivée, Alex se retrouve face à « La Bête » qu'il défait en se souvenant de son entraînement avec le Juge, mais manque de perdre le combat et sa vie car sa tête est alourdie par la vengeance ainsi que la perte de son ami Sun. Après la finale, Alex est sur le point de tuer Duvalier, mais se retire dignement car il sait que la souffrance que celui-ci éprouve pour avoir perdu son pari est exactement la même que celle qu'Alex a ressentie après avoir perdu Sun.
Le film s'achève après qu'Alex et Jason s'en aillent de leur camp et que Jason reparte sur une bonne base avec les arts martiaux quand celui-ci reprendra les cours.

## Fiche technique
- Réalisation : Alan Mehrez
- Scénario :
- Production : Alan Mehrez,
- Musique originale : Stephen Edwards
- Photographie :
- Montage :
- Format : Couleurs - 1,85:1 - Ultra Stéréo - 35 mm
- Pays :  États-Unis
- Langue : anglais
- Date de sortie : 
  -  États-Unis : 1997

## Distribution
- Daniel Bernhardt (VQ : Pierre Auger) : Alex Cardo
- John Rhys-Davies (VQ : Claude Préfontaine) : Jacques Duvalier
- Amber Van Lent (VQ : Lisette Dufour) : Crystal Duvalier
- James Hong (VQ : Julien Bessette) : Sun
- Master Hee Il Cho (VQ : Jean-Louis Millette) : Le Juge
- David Schatz : Jason Cardo
- Nicolas Oleson : La Bête
- Pat Morita (VQ : Yves Massicotte) : David Leung
- J. J. Perry : J. J. Tucker

## Autour du film
- Il s'agit d'une suite directe de Bloodsport 2 car le personnage d'Alex Cardo fut repris une nouvelle fois par l'acteur Daniel Bernhardt.
- Au départ Sun ne devait pas mourir dans ce film mais seulement tomber dans le coma, mais cela fut abandonné et le personnage de Sun meurt et Alex sera entrainé par le Juge du Kumité auquel Alex a participé.
- Donald Gibb au départ devait reprendre le rôle de Jackson pour ce troisième opus, mais celui-ci a décliné l'offre.
- Daniel Bernhardt reprendra le rôle d'Alex Cardo une troisième et mais il sera aussi dans Bloodsport 4 : The Dark Kumite, mais sous le nom de John Keller.
- On ne sait pas si la mère de Jason, est vraiment Janine qu'Alex a embrassé à la fin de Bloodsport 2 ou Crystal Duvalier, mais on pense qu'il s'agirait de la première étant donné l'âge d'Alex Jr serait déjà au collège cela colle parfaitement, mais il serait déjà né et probablement avec sa mère alors qu'Alex s'entraîne dans les montagnes à la suite de la mort de son ami Sun. Toutefois, on ne sait pas la date précise de l'histoire qu'Alex raconte à Jason, malgré son apparence le jeune Jason doit avoir en moyenne 14 ans ou moins, donc Alex n'aurais pas beaucoup changé en 14 ans donc l'hypothèse que Crystal soit la mère de Jason est tout aussi probable.
- Pat Morita connus dans Karaté Kid fera sa seconde apparition dans la série Bloodsport, en effet, il aura déjà été présent dans le second opus, en tant "qu'ami" d'Alex.